# Conseil représentatif des institutions juives de France
Pour les articles homonymes, voir CRIF.
Le Conseil représentatif des institutions juives de France (connu également sous l'acronyme CRIF) est une association déclarée d'intérêt général qui fédère, au sein d'une seule organisation représentative, différentes tendances politiques, sociales ou religieuses présentes dans la communauté juive de France. Le CRIF fédère plus de soixante dix associations dont le Fonds social juif unifié et l'Alliance israélite universelle. Au niveau international, le CRIF est affilié au Congrès juif mondial.
Son premier nom était Conseil représentatif des israélites de France (d'où le sigle CRIF et non CRIJF), le changement de dénomination témoignant du passage d'un esprit de démarches individuelles à un esprit institutionnel.
Structure organisée pour représenter la communauté juive auprès des pouvoirs publics, le CRIF est parfois qualifié de lobby, comme en témoignent les dîners annuels du Crif.

## Histoire

### Fondation
Le CRIF est né en 1944 et est issu du Comité général de défense juive, créé dans la clandestinité dès juillet 1943 dans la France occupée. Selon la première charte élaborée, son objectif premier est alors le sauvetage des Juifs réfugiés en France, alors gravement menacés par l'occupation par l'Allemagne nazie. Cette structure rassemble la plupart des divers mouvements activistes juifs athées de l'époque (communistes, bundistes et sionistes), avec la participation du Consistoire central israélite de France, instance religieuse historique officielle du judaïsme français. Ils rédigent une charte commune, qui sera le programme politique juif français pour l’après guerre.
Dès sa forme primitive, il tend à unifier l'ensemble de la communauté juive. Dirigé par Léon Meiss le président du Consistoire central, le premier groupe réunit des personnalités telles que Léo Glaeser, Joseph Fisher, Chil Najman, Nahum Herman, Zvi Levin, Michel Topiol, Joseph Frydman, F. Schrager, Henri Adam, Claude Kelman, Adam Rayski.
À l'issue de la guerre, le CRIF se structure et établit ses premières passerelles politiques, notamment avec des organismes tels que le Congrès juif mondial et l’American Jewish Committee.
En 1954, le Consistoire central obtient que les statuts du CRIF mentionnent que le président du Consistoire central préside aussi le CRIF.Toutefois, seuls Leon Meiss de 1944 à 1950 et Alain de Rothschild de 1976 à 1982 ont cumulé les deux fonctions. En 1981, la présidence des deux institutions est dissociée.

### Évolutions et soutien à la politique israélienne
À ses débuts, le CRIF comprend une grande pluralité de points de vue sur la question palestinienne. Les communistes, initialement très présents au sein de l’organisation, estiment notamment que « la question sioniste ne devrait pas figurer dans la charte du CRIF ».
D'après le chercheur Thomas Vescovi, le « franco-judaïsme » a laissé place au « franco-sionisme » au cours des années 1970. Cette évolution est symbolisée par la nouvelle charte du CRIF, adoptée en 1977, qui définit l’« appartenance du Juif français au peuple juif en Israël et en diaspora ». Désormais résolument « prosioniste », selon Charles Enderlin, l’organisation « demande aux autorités françaises de soutenir l’État d’Israël ». Dans les années 1980 pourtant, le président du CRIF Théo Klein se situe dans une ligne plus critique, mais ne remet pas en cause l'orientation générale de l'organisation.
Dans les années 1990, le CRIF soutient le processus de paix avec les Palestiniens. Son président, Henri Hajdenberg, rencontre Yasser Arafat en 1999, suscitant l’hostilité de Benyamin Netanyahou, qui refusera de recevoir la délégation du CRIF. Jacques Kupfer, président du Likoud de France, se montre également hostile aux dirigeants du CRIF, qu’il appelle la « petite frange des adorateurs d’Oslo ». L'élection en 2001 de Roger Cukierman à la tête de l'organisation modifie radicalement cette approche.
Entre 2000 et 2005, le CRIF a rappelé que la lutte contre l'antisémitisme est une « lutte nationale ». Roger Cukierman a déclaré sur RTL : « Les Juifs sont les sentinelles de la République et des valeurs de la République. Nous sommes à l'avant-garde. Quand on s'attaque aux Juifs, peu de temps après on s'attaque à la liberté, à la démocratie ».
Le président du CRIF s'en est pris à plusieurs partis de gauche, dont le Parti communiste français les accusant sur la Radio France internationale le 15 janvier 2009 de soutenir le Hamas : « C'est que je ne comprends pas que des hommes politiques qui font partie du consensus démocratique de notre pays, et là je pense à Marie-George Buffet - Besancenot et la Ligue communiste révolutionnaire ça fait longtemps qu'ils sont sur le terrain -, puissent défendre un mouvement qui est reconnu comme un mouvement terroriste » par leurs participations aux manifestations contre la guerre de Gaza. Marie-George Buffet lui répond deux jours plus tard : « Monsieur le président (…) vous savez que vous trouverez toujours les communistes à vos côtés dans ce combat contre l'antisémitisme, comme dans celui contre le racisme. Mais vous avez assimilé la position du Parti communiste français à celle du terrorisme international. Cela n'est pas acceptable ». Quelques semaines plus tard, la dirigeante du PCF sera ostensiblement non invitée au dîner annuel du CRIF. Cela a amené le CRIF à s'en prendre à une partie de la gauche, accusée de collusion avec l'extrême droite comme lors d'un dîner du CRIF, le 27 janvier 2003, au cours duquel Roger Cukierman a dénoncé une « alliance brun-vert-rouge » antisémite, provoquant le départ de la salle de Gilles Lemaire, secrétaire national des Verts.
Henri Hajdenberg, président de 1995 à 2001, explique ce repli par « la seconde Intifada et la montée consécutive de l'antisémitisme dans certaines banlieues, l'attentat de New York du 11 septembre 2001, les discours antisionistes et antisémites de ben Laden, la prise de pouvoir par le Hamas et les tirs de roquettes sur les civils israéliens après le désengagement de Gaza, et les déclarations du président iranien appelant à la destruction d'Israël, niant la Shoah et tentant de doter son pays de l'arme nucléaire ». « Depuis dix ans, l'idée qu'Israël est de nouveau menacé dans son existence se propage dans la communauté juive ». Au moment de la seconde Intifada, des Juifs de France ont pu avoir le sentiment d'être insuffisamment protégés contre les violences antisémites, accusant le gouvernement Lionel Jospin de « laxisme ». Les questions sécuritaires ayant marqué l'élection présidentielle de 2002, les voix des Juifs se sont reportées vers la droite. En 2010, les Verts et le PCF ne figuraient ainsi pas parmi les invités au dîner annuel du CRIF. Le CRIF a été courtisé par Nicolas Sarkozy avant l'élection présidentielle de 2007 et il est resté un interlocuteur attentionné. Le vice-président du CRIF Meyer Habib assure les relations entre le président français et Benyamin Netanyahou, dont il est l'un des plus influents conseillers.
Le CRIF s'est également élevé contre Raymond Barre qu'il accuse de « rejoindre l'extrême droite », ce dernier ayant dénoncé un « lobby juif, capable de monter des opérations indignes ».
Le CRIF a pris position en faveur de la barrière de sécurité israélienne édifiée entre Israël et les Territoires palestiniens occupés.
Pour Alain Finkielkraut, « le pavillon d'Armenonville est une merveilleuse salle de Barmitsva (Bar Mitzvah). Voir cet endroit transformé annuellement en une espèce de tribunal dînatoire où les membres du gouvernement français comparaissent devant un procureur communautaire, cela me met très mal à l'aise ».
En 2009, Jean Daniel a dénoncé ce qu'il considère être dans certains cas de la part du CRIF une « solidarité inconditionnelle et aveugle avec l’extrême droite de l’État d’Israël », et Jean-François Kahn (sous son pseudonyme François Darras) écrit que le CRIF « est tombé entre les mains de courants alignés sur la droite israélienne la plus intransigeante », rappelant que « le Crif n’a pas toujours été ce qu’il est devenu ».
En décembre 2009, Meyer Habib a permis l'élection au comité directeur de Gilles-William Goldnadel, avocat de personnalités comme Anne Kling, responsable du parti régionaliste et identitaire Alsace d'abord et de l'essayiste italienne Oriana Fallaci. Ce vote entre deux candidats marqués à droite illustre l'évolution du CRIF depuis dix ans, unanime pour rejeter l'initiative JCall.[Quoi ?] Pour Mediapart : « Le temps où le CRIF prenait le contre-pied de la politique israélienne et organisait des rencontres avec des personnalités du monde arabe paraît loin ».
Le 13 juin 2010, Richard Prasquier est réélu face à Meyer Habib par 106 voix contre 61 et, à l'issue de son mandat, Francis Kalifat est élu pour lui succéder le 29 juin 2016.
Pour Michel Warschawski, journaliste et militant d'extrême gauche israélien antisioniste se disant pacifiste, cofondateur et président du Centre d'information alternative de Jérusalem, le CRIF par ses positions et son « soutien inconditionnel à la politique israélienne », ne doit représenter que 15 à 20 % de ceux qui se sentent juifs en France.
En décembre 2017, le CRIF soutient l'annonce du président Donald Trump de vouloir implanter à Jérusalem l'ambassade américaine en Israël et demande au président Emmanuel Macron de faire de même alors que ce dernier juge la position américaine « regrettable ».
Sous la présidence de Francis Kalifat, le CRIF soutient, selon Hadrien Mathoux dans Marianne, « avec ferveur » les positions les plus droitières et les plus nationalistes de l'État d'Israël dirigé par Benjamin Netanyahou, dont notamment la désignation de Jérusalem comme capitale d'Israël. Selon Jacques Lewkowicz, président de l'Union des juifs pour la résistance et l'entraide, « On entend parler systématiquement au Crif d’un attachement indéfectible à l’État d’Israël, comme quand le PCF défendait de manière indéfectible l’URSS, sans aucun recul, sans aucune nuance ! ».
Avant les élections législatives de 2024, le CRIF demande de voter contre le Rassemblement national et la France insoumise.
En 2025, le CRIF appelle le gouvernement français à ne pas reconnaitre d’État palestinien. Alors qu'Emmanuel Macron avait évoqué la possibilité d'une telle reconnaissance, l'organisme critique un retour des « vieux démons de la politique arabe de la France » et dénonce l’« opposition frontale et assumée avec Israël ». 

### Défections
En novembre 2004, le Consistoire central israélite de France s'en est retiré.
En 2009, l'Union des juifs pour la résistance et l'entraide (UJRE), mouvement né dans la Résistance et cofondateur du CRIF, décide de suspendre sa participation au CRIF. Dans une lettre ouverte à Richard Prasquier, président du CRIF, l'UJRE déclare s'inquiéter « d’un positionnement politique du Crif en rupture avec ses valeurs fondatrices », considère que la direction du CRIF s'en prend au caractère « représentatif et pluraliste du CRIF » en n'invitant plus ni les Verts, ni le PCF au dîner annuel et déclare que le CRIF doit « retrouver son rôle et sa représentativité dans la société française ; pour défendre les intérêts moraux des Juifs de France et contribuer, à partir des valeurs qui le fondent, au processus de paix au Proche-Orient, seul moyen de garantir la sécurité et le développement d’Israël et le droit, jadis reconnu par le Crif lui-même, du peuple palestinien à un État ».
En mars 2012, c'est l'ancien président du CRIF Théo Klein qui rompt avec celui-ci, reprochant à Richard Prasquier de participer à la campagne contre le journaliste de France Télévisions Charles Enderlin dans l'affaire Mohammed al-Durah, en utilisant le site et la lettre d'information du Conseil pour relayer les propos diffamatoires et condamnés comme tels à plusieurs reprises par la justice française.

## Fonctionnement
Le CRIF est composé des organes suivants :
1. un Bureau exécutif ;
2. un Comité directeur ;
3. des commissions spécifiques ;
4. une assemblée générale représentant toutes les associations membres ;
5. des sections régionales.

Le président du CRIF est élu par l'assemblée générale pour un mandat de trois ans, renouvelable une seule fois.

### Présidents

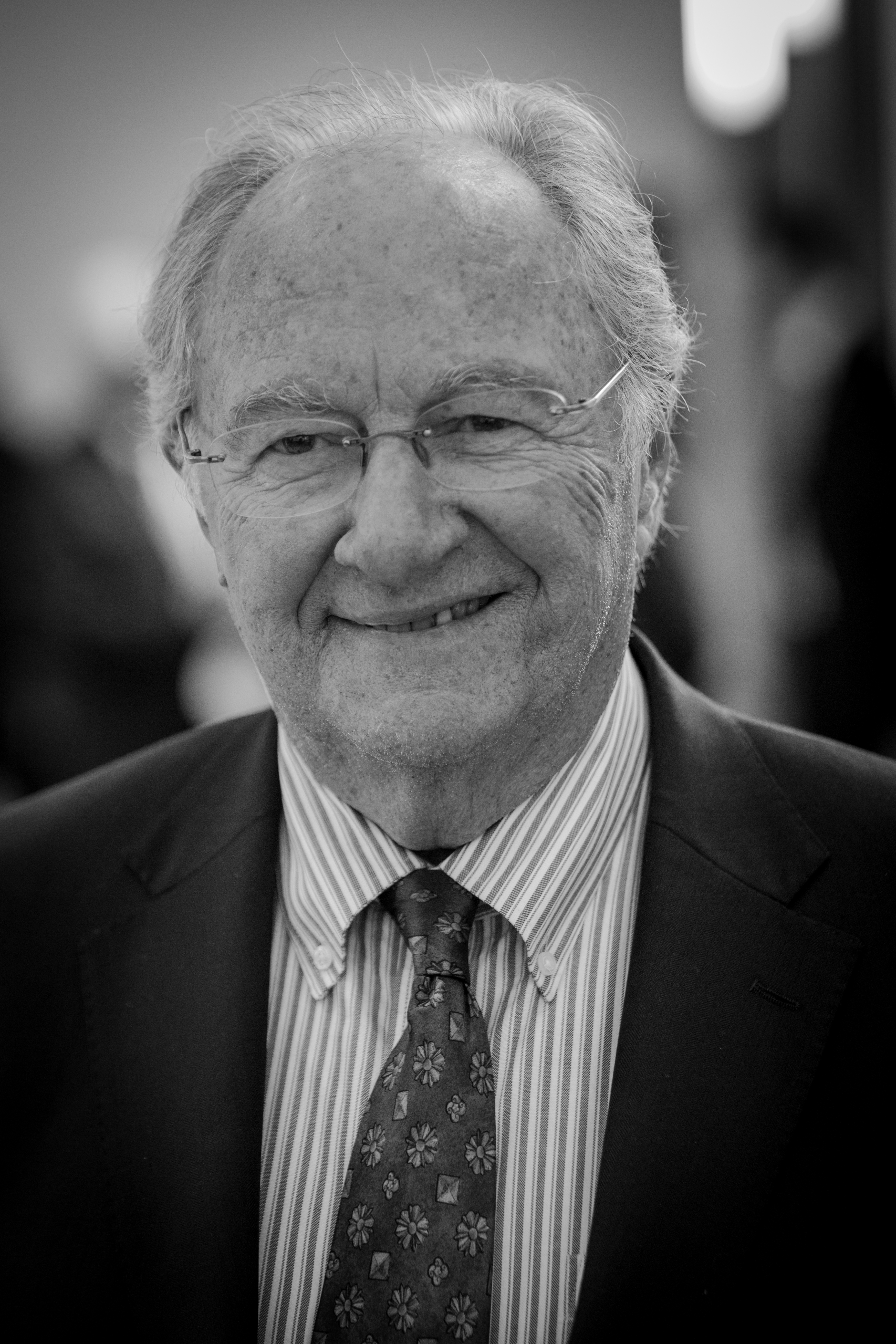
Roger Cukierman en juin 2014.

Treize présidents se sont succédé à la tête du CRIF :
1. Léon Meiss : 1944-1950 ;
2. Vidal Modiano : 1950-1969 ;
3. Ady Steg : 1970-1974 ;
4. Jean Rosenthal : 1974-1976 ;
5. Alain de Rothschild : 1976-1982 ;
6. Jean-Paul Elkann : à la suite de la mort d’Alain de Rothschild, il assura l'intérim de la présidence, conformément aux statuts du CRIF ;
7. Me Théo Klein : 1983-1989 ;
8. Jean Kahn : 1989-1995 ;
9. Me Henri Hajdenberg : 1995-2001 ;
10. Roger Cukierman : 2001-2007 ;
11. Richard Prasquier : 2007-2013 ;
12. Roger Cukierman : 2013-2016 ;
13. Francis Kalifat : 2016-2022[20].
14. Yonathan Arfi : élu le 26 juin 2022 pour une prise de fonction le 26 juillet 2022[29].

## La France et l'antisémitisme: une question sensible
Dans un billet, le directeur de L'Arche, Meïr Waintrater, rappelle que ni les chiffres de la Commission nationale consultative des droits de l’homme, ni les « sondages d’opinion où la grande majorité des Français déclarent qu’ils ne sont pas antisémites » ne reflètent seuls la réalité et que voir les actes antisémites comme une conséquence de la guerre de Gaza n'est pas acceptable.

## Antisémitisme et racisme: cause commune
Le 6 mai 2014, le Conseil représentatif des institutions juives de France et le Conseil représentatif des Français d'outre-mer signent un mémorandum commun afin d’unir leurs forces contre le racisme et l’antisémitisme. Ce Mémorandum prévoit la création d'une commission paritaire entre les deux organisations afin de définir les actions communes. Le CRIF et le CReFOM souhaitent créer un mémorial commun en Île-de-France à la mémoire des victimes de la Shoah et de l'esclavage.

## Controverses et polémiques

### Polémiques de 2012 et 2015
Selon Conspiracy Watch, à partir de 2012 se répandent sur les réseaux sociaux des appels à la « séparation du CRIF et de l’État ». Conspiracy Watch en fait état en 2017 en jugeant que c'est « un mot d’ordre marqué au coin du complotisme anti-juif le plus éculé »  et l'observe chez des personnalités telles que François Burgat ou Tariq Ramadan.
En 2012, l'Union juive française pour la paix qualifie le CRIF de « lobby pro-israélien » faisant pression pour censurer, toute critique et accusation de violation des droits de l’homme en Israël. Puis en 2015, le président du CRIF Roger Cukierman est critiqué par SOS racisme et le CFCM pour avoir déclaré : « toutes les violences, et il faut dire les choses, sont commises par des jeunes musulmans […], bien sûr c’est une toute petite minorité de la communauté musulmane ». Ils lui reprochent par ailleurs l'expression "islamo-fascisme" et d'avoir qualifié Marine Le Pen « d'irréprochable juridiquement parce qu’elle n’a jamais été condamnée ». 
Le 28 mars 2018, après la marche blanche qui suit le meurtre antisémite de Mireille Knoll, le président du CRIF Francis Kalifat est critiqué par nombreuses personnalités politiques de tous bords, certaines estimant qu'il ne représente pas les Juifs de France, car il a refusé la venue de Marine Le Pen et de Jean-Luc Mélenchon au motif que les antisémites seraient « surreprésentés » à l’extrême gauche et à l’extrême droite.
Daniel Knoll, fils de la victime s'est dit « pas sur la même ligne que le CRIF », a déclaré que « tout le monde était bienvenu » à la marche blanche, ajoutant : « Le Crif fait de la politique, moi j'ouvre mon cœur »,,. 
La ministre de la Justice, Nicole Belloubet et le porte-parole du gouvernement, Benjamin Griveaux, ont indiqué ne pas partager la position du CRIF. Les remous conduisant à l'exfiltration de Jean-Luc Mélenchon ont été déclenchés par un groupe de la Ligue de défense juive, menée par son chef de file Eliahou, un proche à la fois du CRIF et de l'extrême-droite, selon l'enquête du média en ligne StreetPress,. 
Francis Kalifat a ensuite pris ses distances avec la « prétendue » Ligue de défense juive et condamné les huées qui ont accueilli Le Pen et Mélenchon, mais déclaré que la première préside « un parti fondé par les nostalgiques de Vichy » et accusé le second d'avoir félicité des manifestants pro-palestiniens en juillet 2014 quand « des groupes sortaient de ces cortèges à Paris ou à Sarcelles pour attaquer les synagogues ».

### Polémique sur le tweet de mai 2018
Le 15 mai 2018, lendemain d'un épisode sanglant à Gaza, le CRIF twitte une citation non vérifiée , attribuée à l'ex-première ministre israélienne Golda Meir sans date précise, ce qui amène le jour même un communiqué de protestation du MRAP. La citation alléguée est une déformation, mélangeant deux autres citations de Golda Meir, elle-mêmes sérieusement contestées par l'enquête fouillée de Harvey Rachlin dans The Jewish Press et le quotidien israélien Haaretz. La première partie du tweet introduit les mots "enfants" et "arabes", qui ne figurent pas dans ces deux citations et dans la seconde, les 2 sujets sont modifiés, le dirigeant égyptien Gamal Abdel Nasser devient "les arabes" et "les Israéliens" devient "nous". Les deux phrases déformées figuraient, séparément, dans un recueil de citations de Golda Meir datant de 1970 mais les auteurs ne les ont pas reprises dans leur imposante nécrologie de de Golda Meir dans le New York Times en avril 1974, contenant pourtant plusieurs dizaines de citations de la défunte. Les deux phrases figurant dans le livre de 1970, « sans source et dénuées de tout fondement », pour lesquelles n'existent aucune date permettant de vérifier, diffèrent surtout largement du tweet diffusé un demi-siècle plus tard au sens où elles sont plus précises et modérées. Elles sont: 
- « La paix viendra lorsque Nasser aimera ses propres enfants plus qu'il ne détestera les Israéliens »[49];
- « Ce que nous reprochons à Nasser, ce n'est pas seulement d'avoir tué nos fils, mais de les avoir forcés à tuer d'autres personnes pour la survie d'Israël »[49].

### Polémique avec Dominique de Villepin
Le 23 novembre 2023, le président du Crif Yonathan Arfi réagit sur BFMTV[réf. nécessaire] aux propos de Dominique de Villepin, dénonçant trois jours plus tôt la pression exercée sur les artistes qui souhaitent exprimer leur solidarité avec la Palestine, soumis à une pensée unique, souhaitée par les actionnaires, sous peine de perdre leurs contrats. Cette phrase, dépourvue de toute référence au judaïsme, est « travestie » en reliant « finance » et « Juifs » par la chaîne, qui allègue que Villepin aurait dénoncé « la domination de la finance juive sur les sociétés occidentales », le bandeau en bas de l’écran affichant « “Domination” juive : de Villepin fait polémique ». Contestée dès le lendemain, la chaîne présente immédiatement des excuses pour une une « formulation inexacte et malheureuse ». Le CDJM, instance déontologique saisie, conclut en mars 2024 « qu’inventer des propos en les attribuant à un interlocuteur alors qu’il ne les a pas tenus est altérer un document » et viole donc la Charte de Munich. Le mois suivant, BFM est mise en demeure par l'Arcom car « les propos tenus par le présentateur et son invité, ainsi que le bandeau les accompagnant, traduisaient une présentation factuellement inexacte »,. Yonathan Arfi maintient cependant son analyse sur ces propos de Villepin en 2023, les assimilant à "une rhétorique complotiste ou antisémite" lors de son discours du 3 juillet 2025 au 39ème dîner du CRIF, qui vise principalement Villepin et Jean-Luc Mélenchon, et dénonce le refus du gouvernement français "que soient exposés au Bourget les moyens qui ont permis de mener" l'opération de frappes contre la menace nucléaire iranienne, "faisant référence à la condamnation de l’accès de plusieurs stands israéliens lors de l'édition 2025 du salon de l’aéronautique et de l’armement,. Villepin répond le lendemain, jugeant ces « propos gravissimes » car risquant « d'établir une confusion » entre « la politique du gouvernement de Netanyahu, l’Etat d’Israël et la communauté juive » puis accuse plus généralement le Crif de pratiquer un « amalgame systématique » entre Juifs et Israéliens, « entre critique politique et haine raciale », en estimant qu'il « devrait se rappeler qu’il n’est ni une institution d’Etat, ni un ministère des Affaires étrangères israélien » et en lui lançant « vous croyez défendre une communauté ? En réalité, vous la mettez en danger. Vous étouffez la liberté d’expression. Vous divisez le pays ».